# The Falling Man

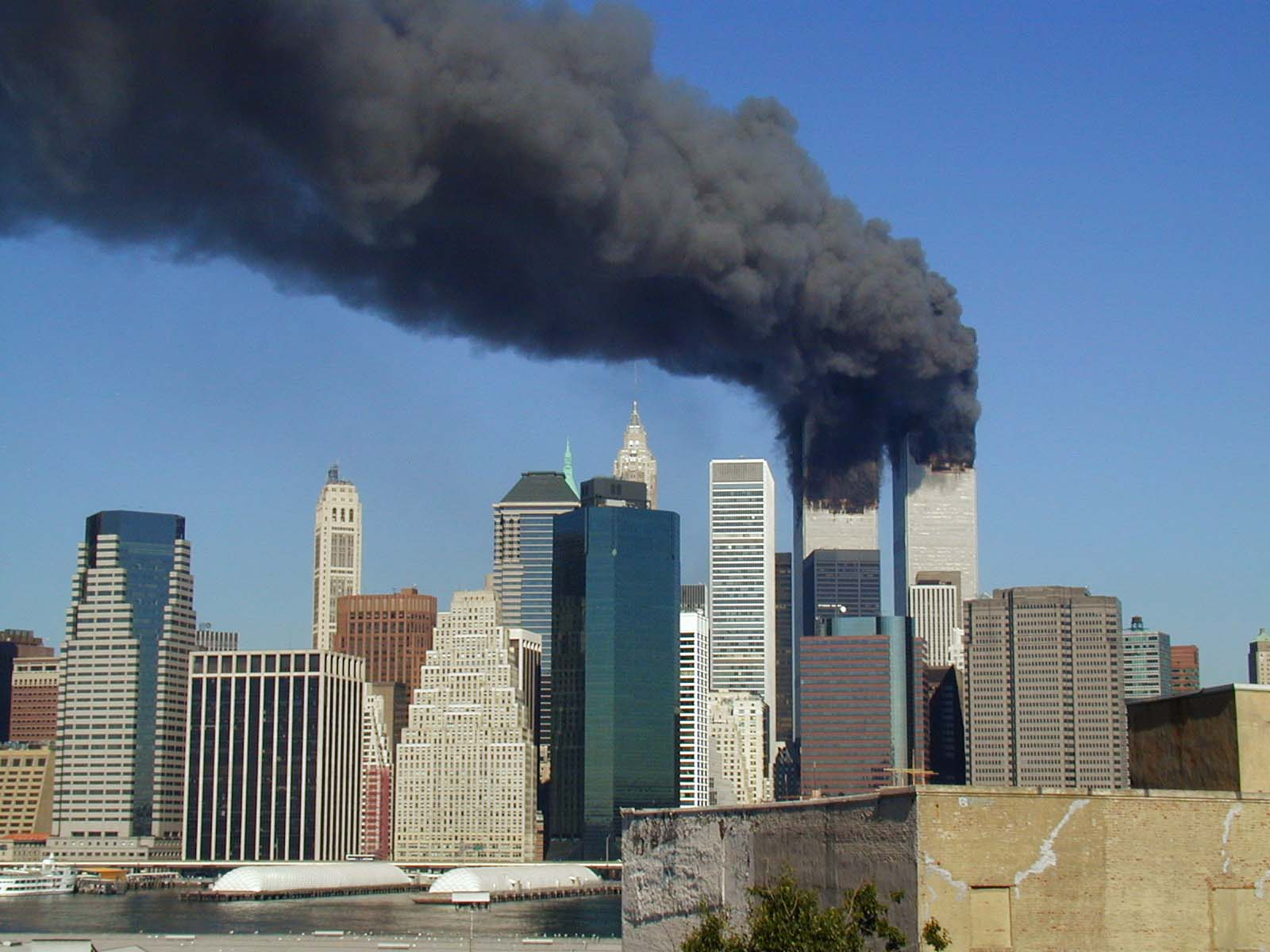
Bối cảnh của bức ảnh, nơi hai tòa tháp Trung tâm Thương mại Thế giới đang bốc cháy ngày 11 tháng 9.

The Falling Man (Một người đàn ông đang rơi) là bức ảnh do nhiếp ảnh gia Richard Drew của báo Associated Press chụp lại, cho thấy một người đàn ông rơi xuống từ toà WTC1 Trung tâm Thương mại Thế giới lúc 9:41:15 sáng ngày 11 tháng 9 tại thành phố New York. Tấm ảnh xuất hiện trên nhiều mặt báo khắp thế giới, trong đó có tờ The New York Times ngày 12 tháng 9 năm 2001.

## Bối cảnh và phát hành
Chủ đề của tấm ảnh là một người vẫn chưa được xác minh, mắc kẹt trong tòa nhà Trung tâm Thương mại Thế giới lúc diễn ra sự kiện 11 tháng 9. Người này nhảy xuống để tìm sự giúp đỡ hoặc thoát khỏi đám khói lửa. Bức ảnh mô tả người đàn ông đang rơi thẳng xuống đất; dù vậy, một loạt hình ảnh khác lại cho thấy ông nhào lộn trên không.
Tấm ảnh ban đầu xuất hiện trên các mặt báo khắp thế giới, bao gồm trang 7 của tờ The New York Times vào ngày 12 tháng 9 năm 2001. Chú thích đề rằng "Một người ngã nhào sau khi rơi khỏi Trung tâm Thương mại Một Thế giới. Đây là một cảnh tượng kinh hoàng diễn ra liên tiếp sau khi máy bay đâm vào tòa nhà." Ảnh xuất hiện duy nhất một lần trên tờ Times vì nhận nhiều chỉ trích và sự giận dữ của đọc giả. 6 năm sau, ảnh in trên trang 1 của cuốn New York Times Book Review vào ngày 27 tháng 5 năm 2007. Người chụp ảnh nhận thấy có ít nhất hai trường hợp xuất hiện trên báo đã gây nên sự phẫn nộ của người đọc, cho rằng bức ảnh "gây khó chịu".

## Nhận dạng
Nhân vật của bức ảnh này chưa bao giờ được xác minh danh tính. Ước tính không chính thức cho rằng có ít nhất 200 người bỏ mạng khi ngã hoặc nhảy xuống tòa nhà. Chính quyền không thể phục hồi hay nhận dạng thi thể các nạn nhân vì tòa nhà này bị đánh sập. Toàn bộ nạn nhân trong vụ khủng bố, ngoại trừ 19 thủ phạm, được kết luận ngộ sát do các chấn thương cơ thể. Văn phòng Giám định Y tế thành phố New York không xếp nạn nhân của vụ khủng bố vào loại "nhảy tự tử" ("jumper") vì họ buộc phải thoát khỏi tòa nhà thay vì muốn tự sát.
Dựa trên nghiên cứu của mình, phóng viên Peter Cheney của The Globe and Mail cho rằng người đàn ông trong tấm ảnh là một đầu bếp làm bánh tên Norberto Hernandez, làm việc tại nhà hàng nằm trên tầng thứ 106, Windows on the World. Một vài thành viên trong gia đình Hernandez ban đầu tin rằng đây chính là anh, nhưng sau khi xem xét bối cảnh của bức hình và chi tiết quần áo, họ lại bác bỏ suy luận này.

### Jonathan Briley
Một bài báo mang tựa đề "The Falling Man" của nhà báo Tom Junod đăng trên Esquire vào tháng 9 năm 2003 có đề cập đến bức ảnh này. Bài báo tiết lộ nhân vật chính của bức ảnh tên là Jonathan Briley, một kỹ thuật viên âm thanh của Windows on the World. Nếu đúng là Briley, anh đã vô tình rơi khỏi nhà hàng lúc thoát khỏi đám cháy và quyết định nhảy xuống. Anh mắc bệnh hen phế quản nên dễ nhận biết nếu có khói tràn vào nhà hàng.
Michael Lomonaco, bếp trưởng/giám đốc tại Windows on the World, cũng cho rằng người đàn ông trên là Briley. Timothy, anh trai của Briley lúc đầu cũng nhận dạng em trai mình. Lomonaco có thể nhận ra Briley nhờ quần áo và cơ thể. Trong một bức ảnh, chiếc áo khoác ngoài màu trắng của người đàn ông bị thổi tung, để lộ chiếc áo sơ mi màu cam, tương đồng với cái mà Briley thường mặc. Chị gái của anh, Gwendolyn, chia sẻ với The Sunday Mirror, "Lúc đầu nhìn bức ảnh... và thấy một người đàn ông—cao, thanh mảnh—tôi nghĩ rằng 'Nếu tôi không nhầm, thì đây có thể là Jonathan.'" Briley ngụ tại Mount Vernon, New York, có anh trai Alex là cựu thành viên của nhóm nhạc Village People thập niên 1970.

## Trong văn hóa đại chúng
9/11: The Falling Man là một bộ phim tài liệu năm 2006 về bức ảnh này và câu chuyện đằng sau nó. Phim do nhà làm phim Mỹ Henry Singer và đạo diễn hình ảnh Richard Numeroff thực hiện. Bộ phim dựa trên câu chuyện của Junod trên tờ Esquire và những tấm ảnh kinh hoàng của nhiếp ảnh gia Lyle Owerko. Phim lên sóng trên kênh truyền hình Channel 4 Anh Quốc vào ngày 16 tháng 3 năm 2006. Phim sau đó trình chiếu ở Bắc Mỹ trên đài CBC Newsworld ngày 6 tháng 9 năm 2006 và xuất hiện trên 30 quốc gia. Tại Mỹ, phim phát trên kênh Discovery Times Channel ngày 10 tháng 9 năm 2007.
Cuốn tiểu thuyết Falling Man của tác giả Don DeLillo kể về vụ khủng bố ngày 11 tháng 9. Nhân vật "falling man" trong đó là do một nghệ sĩ tái tạo lại sự kiện trong ảnh. DeLillo cho biết ông không thân thuộc với tựa đề bức ảnh khi đặt tên cho quyển sách. Người nghệ sĩ mắc kẹt trong áo giáp và nhảy trong tư thế của The Falling Man.